# Comuna Kuleabivka, Iahotîn
Kuleabivka (în ucraineană Кулябівка) este o comună în raionul Iahotîn, regiunea Kiev, Ucraina, formată din satele Kuleabivka (reședința), Șevcenkove, Sokolivșciîna și Tujîliv.

## Demografie
Componența lingvistică a comunei Kuleabivka
     Ucraineană (97,03%)
     Rusă (1,98%)
     Alte limbi (1%)
Conform recensământului din 2001, majoritatea populației comunei Kuleabivka era vorbitoare de ucraineană (97,03%), existând în minoritate și vorbitori de rusă (1,98%).